# 1739 en droit
Cet article présente les faits marquants de l'année 1739 en droit.

## Événements
- 14 janvier : Convention de Pardo, traité signé entre la Grande-Bretagne et l'Espagne, pour trouver une solution aux questions de contrebande et de liberté de navigation[1].
- 18 septembre : traité de Belgrade, traité de paix signé entre les Habsbourg et l’empire ottoman, avec la médiation de la France, à l’issue de la guerre austro-turque de 1735-1739 ; il fixe la frontière austro-turque.
- Louis XV, roi de France, renonce à se prévaloir du droit d'aubaine pour les ressortissants anglais vivant sur le territoire français.

- Abraham Wieling, jurisconsulte allemand, est nommé professeur de droit civil et féodal à l'université d'Utrecht.

## Naissances
- 12 juillet : Peter Livius, juriste britannique, juge en chef de la province de Québec au Canada de 1776 à 1786 († 23 juillet 1795).
- 18 septembre : Jean-Louis Schirmer, magistrat et homme politique français († 25 décembre 1814).
- 29 octobre : Guillaume Liborel, avocat et homme politique français († 22 avril 1829).